# Mohamed al-Romaihi

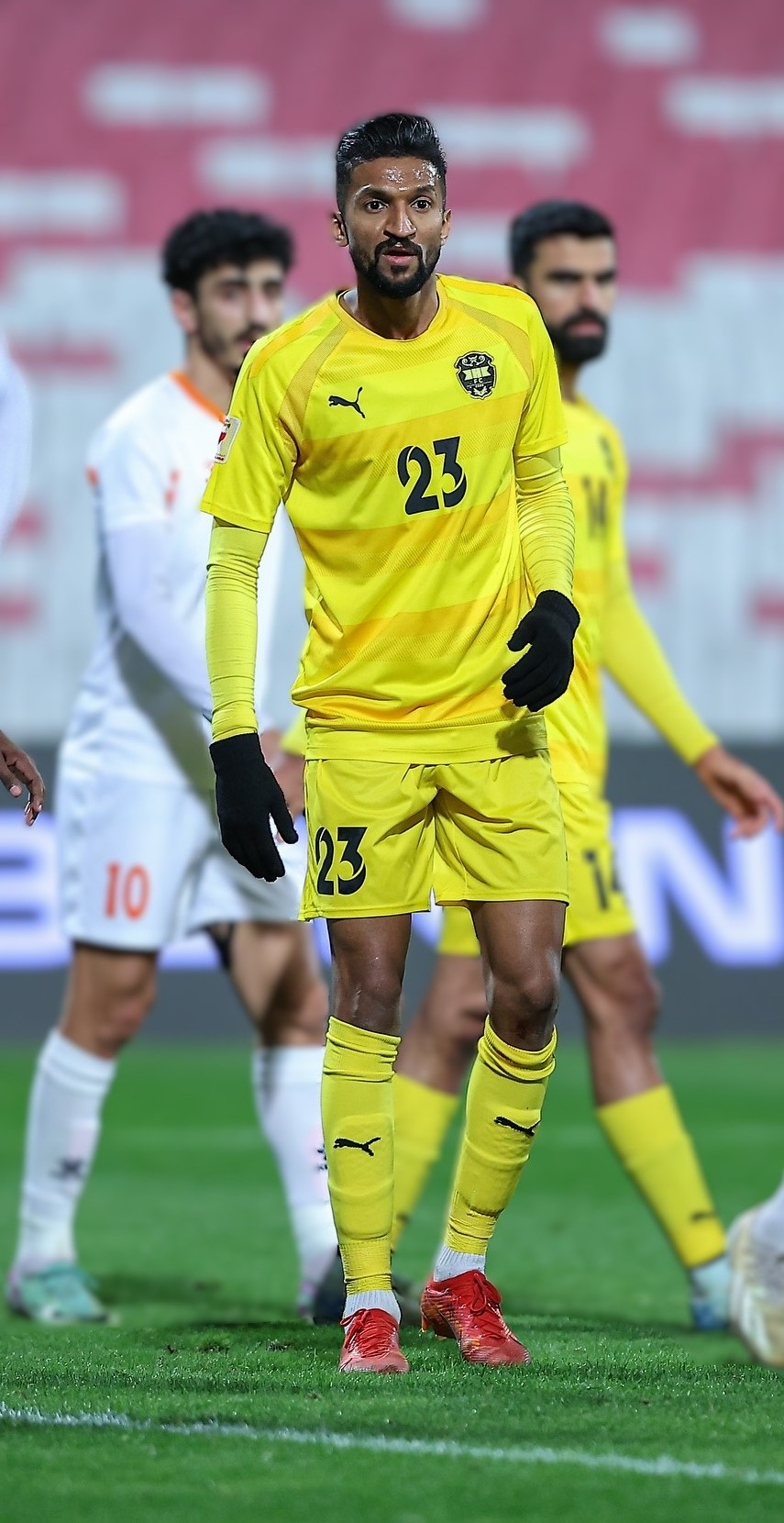
Mohamed al-Romaihi, 2025

Mohamed Saad M. A. Marzooq al-Romaihi (arabisch محمد سعد الرميحي, DMG Muḥammad Saʿd ar-Rumaiḥī; * 9. September 1990 in Manama) ist ein bahrainischer Fußballspieler.

## Karriere

### Verein
Zur Saison 2007/08 wechselte al-Romaihi zum Bahrain Club, für den er einige Jahre aktiv war und dabei stets in der unteren Tabellenregion und zeitweise auch in der zweiten Liga mit seinem Team agierte. Zur Saison 2014/15 verließ er den Verein und schloss sich dem East Riffa Club an. Bereits nach der ersten Saison, in der er acht Tore erzielte, verließ er den Verein wieder um sich dem amtierenden Pokalsieger al-Hidd SCC anzuschließen. Dort gelangen ihm in der Spielzeit 2015/16 17 Treffer und er verhalf damit seiner Mannschaft zum Meistertitel.
Nach einer Station beim al-Riffa SC und seiner Rückkehr zu al-Hidd wechselte er während der Saison 2017/18 zum Manama Club. Er verpasste mit seinem Team jeweils teilweise nur knapp die Meisterschaft. Zur Saison 2019/20 folgte ein Wechsel zum East Riffa SCC, wo er für weitere drei Spielzeiten aktiv war. Ab Januar 2022 stand er wieder im Kader vom al-Riffa SC und gewann mit dem Team seinen zweiten Meistertitel. Seit der Spielzeit 2023/24 steht er bei al-Najma unter Vertrag.

### Nationalmannschaft
Seinen ersten bekannten Einsatz im Trikot der bahrainische A-Nationalmannschaft hatte er am 19. September 2010 bei einer 0:2-Freundschaftsspielniederlage gegen Jordanien, als er für Ismail Abdullatif eingewechselt wurde. Wenige Tage danach gehörte er auch mit zum Kader für die Westasienmeisterschaft 2010 und kam hier in einem Gruppenspiel zum Einsatz. Seinen nächsten Einsatz erhielt er erst Jahre später am 17. März 2013 in einem Spiel gegen den Libanon.
Danach dauerte es noch einmal fast genau drei Jahre, bis er im März 2016 während der Qualifikation für die Weltmeisterschaft 2018 wieder in einem Länderspiel zum Einsatz kam. Ab Juni 2017 war er in Qualifikationsspielen für die Asienmeisterschaft 2019 mit von der Partie. Er gehörte später dann auch zum Kader der Endrunde und erreichte mit seinem Team das Viertelfinale. Bei der 1:2-Niederlage gegen Südkorea erzielte er dort das einzige Tor seiner Mannschaft. Später im Jahr war er bei der Westasienmeisterschaft 2019 dabei, wo er mit seiner Mannschaft im Finale mit 1:0 über den Irak den Titel gewann. Anschließend folgte der Golfpokal 2019, bei dem er in drei Partien eingesetzt wurde.
Ab November 2020 folgten weitere Einsätze in Freundschaftsspielen sowie in der Qualifikation für die Weltmeisterschaft 2022. Nach dem Play-off-Sieg über Kuwait war er anschließend beim Arabien-Pokal 2021 dabei und kam in allen drei Gruppenspielen zum Einsatz. Sein bislang letzter Länderspieleinsatz war am 27. September 2022 bei einer 0:2-Freundschaftsspielniederlage gegen Panama.